# 不能说的秘密 (韩国电影)
是一部2025年上映的韩国奇幻爱情片，翻拍自2007年台湾同名电影《不能說的·秘密》，由《明天的记忆》的导演徐宥敏执导，都敬秀、元真兒与辛叡恩主演，2025年1月27日在韩国正式上映。
该片于2025年2月25日突破80万观影人次的损益平衡点，是该年度第三部获得该成绩的韩国电影。

## 剧情概要
影片讲述宥俊和贞雅在隐藏着时间秘密的大学校园练习室里偶然相遇，开启了如奇迹般魔法瞬间的故事。
在德国留学的钢琴家宥俊，为了治疗手腕以交换生身份来到韩国。到校第一天，他被神秘的钢琴旋律吸引而来到练习室，在那里他遇到了贞雅，两人因此一见钟情。与勇往直前的宥俊不同，贞雅的心思难以捉摸，她常常逃课，问她联系方式，她竟说自己没有电话。两人的相遇总是阴差阳错，看似靠近却又疏远，宥俊为此伤透脑筋。
误解宥俊心意的仁熙，某天突然向宥俊表白，这给贞雅带来了巨大的伤害。自那天后，贞雅消失不见，追寻她行踪的宥俊，得知了一个难以置信的秘密。

## 演员阵容
- 都敬秀 饰演 宥俊，在海外活动的天才钢琴家，作为交换生来到韩国后，和贞雅陷入命中注定的爱情中。[8]
- 元真兒 饰演 贞雅，深藏秘密的音乐学院学生。[9]
- 辛叡恩 饰演 仁熙，小提琴专业学生，性格活泼、率直，总是和宥俊对视并对他感兴趣。[10]
- 姜末今 饰演 敏淑，贞雅的母亲。
- 姜京憲 饰演 妍书，宥俊的母亲。
- 林成宰 饰演 高泰
- 安勝鈞 饰演 庆峰
- 金煜 饰演 在植，贞雅的音乐学院前辈。
- 吴京华 饰演 贤静
- 赵汉俊 饰演 学生会会长
- 金奎善 饰演 西洋音乐史教授
- 孔贤智 饰演 指挥者
- 裴晟佑 饰演 胜浩，宥俊的父亲。（特别出演）[11]

## 制作

### 发展
2017年，制作商Hive Media Corp确认将翻拍2007年的同名台湾电影《不能說的·秘密》，剧本改编已经完成，正在物色导演，计划2018年开拍。2021年2月，宣布都敬秀出演该片男主人公，由《假装热情》的编剧、《明天的记忆》导演徐宥敏执导，预计该年下半年开拍。同年11月，元真兒、辛叡恩确认加盟该片主演阵容。12月，裴晟佑确定参演，因其酒后驾驶后自肃不足1年便选择回归而引发媒体热议。2022年2月，金煜确认参演。

### 拍摄
该片主体拍摄于2021年11月17日开始，2022年1月21日杀青。

### 损益平衡点
据媒体报道，该片损益平衡点约为80万观影人次。

## 发行
2024年12月17日发布首款预告海报，原定该月28日在韩国上映，但随着1月27日成为临时公休日，该片上映日期改为提前一天。为表示对济州航空2216号班机空难遇难者的哀悼，该片取消原定于12月30日举行的制作发布会。《不能说的秘密》自2025年2月5日起陆续在印度尼西亚、北美、新加坡、马来西亚、菲律宾和越南上映，日本、台湾、柬埔寨、泰国、南美、俄罗斯等国家和地区亦取得该片的海外发行权。2025年3月18日上线韩国IPTV和VOD点播平台。

## 反响

### 评价
韩国电影杂志《Cine21》共有3名专业影评人为该片打分，均分5.33/10；在韩国上映首日获得以CGV院线购票观众评价为基础的金蛋指数93%，高于两部同时在映的竞争作品《漫画威龙之大话特务2》《黑修女们》。

### 票房
在韩国上映首日以5.03万观影人次不敌同期影片《漫画威龙之大话特务2》《黑修女们》而位列单日票房榜第3名，首周末以16.08万观影人次位列周末票房榜第3名；次周末逆袭榜单升至周末票房榜第2名。得益于观众的好评和N次观影热潮，该片于2025年2月25日突破损益平衡点，是该年度《漫画威龙之大话特务2》《黑修女们》之后第三部获得该成绩的韩国电影。